# Dilmai Saiske
Dilmai Saiske és una política palauana, que des del 2016 és membre de la Cambra dels Delegats de Palau per a l'estat de Ngarchelong. Abans de la seva elecció, Saiske va treballar a l'educació durant 25 anys; abans havia ocupat el seu càrrec sense èxit.